# Cape Canaveral Space Force Station Lanceercomplex 14

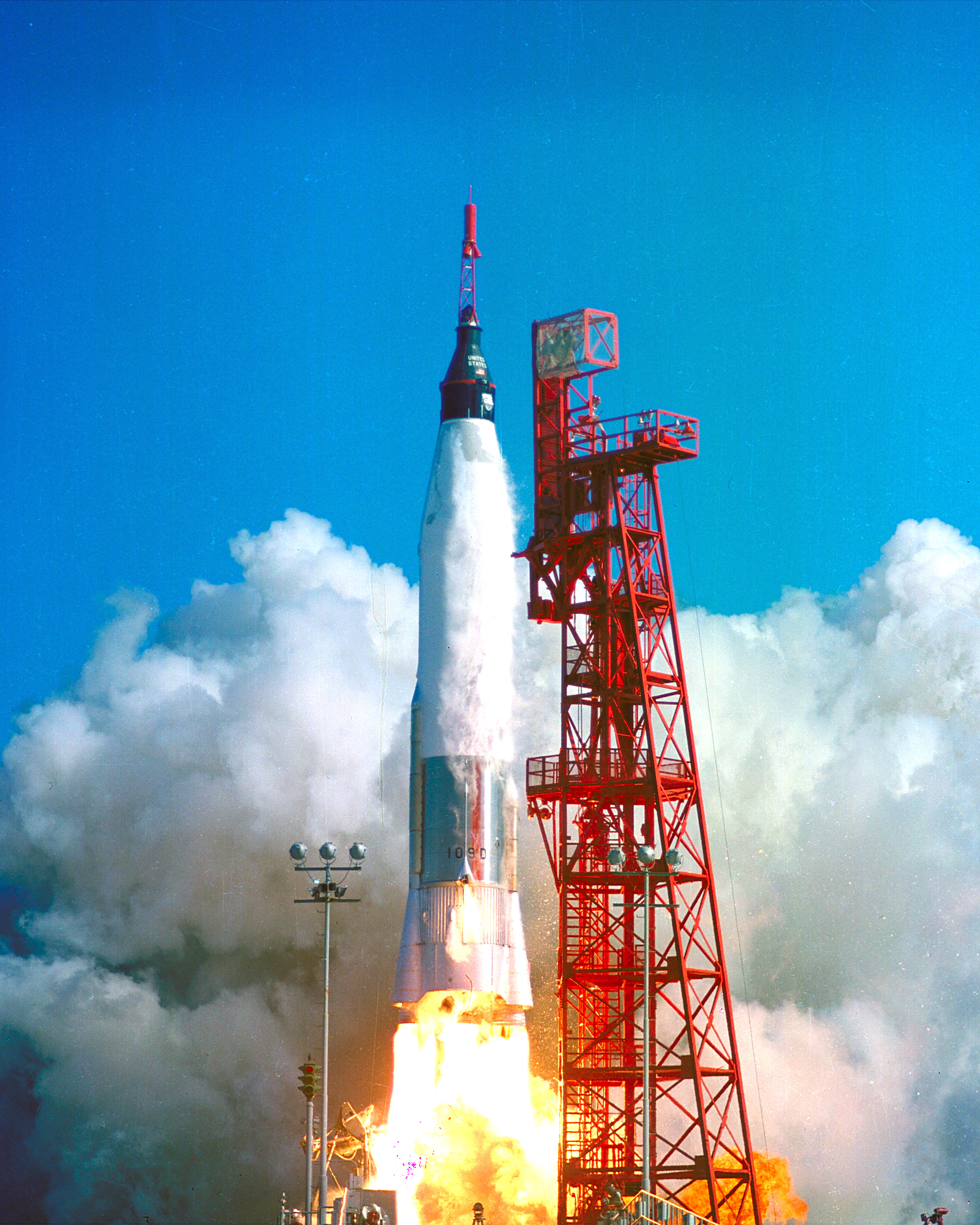
Een Atlasraket lanceert een bemand Mercury-ruimtevaartuig vanaf LC-14.

Cape Canaveral Space Force Station Lanceercomplex 14 (vroeger afgekort als LC-14 tegenwoordig SLC-14) is een lanceercomplex op het Cape Canaveral Space Force Station. Het was samen met LC-11, LC-12 en LC-13 een van de lanceerplaatsen op het toenmalige Cape Canaveral Air Force Station Florida. De bouw begon in januari 1956. Het complex werd aangelegd voor het testprogramma van de Atlas, een intercontinentale ballistische raket. Deze raket bleek echter al snel geschikter te zijn voor de ruimtevaart dan als wapen (het tankproces duurde te lang voor een snelle reactie) en werd na enkele jaren alleen nog gebruikt als lanceertuig.
Het was de lanceerplaats van alle Mercury-Atlas vluchten die onderdeel van het Mercuryprogramma uitmaakten, en diverse onbemande Atlas-Agena-vluchten.
De beroemdste lancering vanaf LC-14 is Mercury MA-6 die John Glenn in 1962 met zijn Friendship 7 als eerste Amerikaan in een baan om de Aarde bracht.
Ook de Agena's die als rendez-vous doel en extra raketmotor voor Gemini-vluchten werden gebruikt lanceerden vanaf LC-14
De eerste lancering vanaf het complex was met een Atlas A (een prototype) op 11 juni 1957. De laatste lancering was de Agena voor Gemini 12 op 11 november 1966.
Op 1 december 1976 werden de overkapping en de lanceertoren van het LC-14 opgeblazen. Alleen de betonnen delen van de constructie in tact gelaten.
Op 7 maart 2023 werd SLC-14 toegewezen aan start-up lanceerbedrijf Stoke Space om weer in gebruik te worden genomen. Ook SLC-13 en SLC-15 werden die dag aan lanceerbedrijven toegewezen.
In 2024 begon Stoke Space het complex te verbouwen om er in de toekomst hun geheel herbruikbare draagraket Nova te lanceren.